# Tusukuru
Tusukuru is een geslacht van spinnen uit de familie hangmatspinnen (Linyphiidae).

## Soorten
De volgende soorten zijn bij het geslacht ingedeeld:
- Tusukuru hartlandianus (Emerton, 1913)
- Tusukuru tamburinus Eskov, 1993